# Trofa
Trofa ('tɾɔfɐ) è un comune portoghese di 37 581 abitanti situato nel distretto di Porto.
Il suo territorio comunale è bagnato dalle acque del fiume Ave.

## Società

### Evoluzione demografica
| 2001  | 2004  |
| 37581 | 39166 |

## Suddivisioni amministrative
Dal 2013 il concelho (o município, nel senso di circoscrizione territoriale-amministrativa) di Trofa è suddiviso in 5 freguesias principali (letteralmente, parrocchie).

### Freguesias
1. Alvarelhos: Alvarelhos, Guidões
2. Bougado (São Martinho: Bougado (São Martinho), Bougado (Santiago)
3. Coronado (São Romão): Coronado (São Mamede), Coronado (São Romão)

1. Covelas
2. Muro